# TV Vanguarda São José dos Campos
TV Vanguarda São José dos Campos é uma emissora de televisão brasileira sediada em São José dos Campos, cidade do estado de São Paulo. Opera no canal 17 (16 UHF digital), e é afiliada à TV Globo. Geradora da Rede Vanguarda, transmite sua programação para parte do Vale do Paraíba, enquanto a outra metade e o Litoral Norte são cobertos pela TV Vanguarda Taubaté. Sua sede fica num anexo do CenterVale Shopping no Jardim Oswaldo Cruz, enquanto sua antena de transmissão está no alto do Morro do Cruzeiro, no Jardim Guimarães.

## História
As Organizações Globo receberam a concessão de uma emissora de televisão no Vale do Paraíba em 12 de fevereiro de 1987, quando o presidente José Sarney outorgou para o grupo o canal 17 UHF de São José dos Campos. Cerca de um ano depois, em 1.º de outubro de 1988, foi inaugurada a TV Globo Vale do Paraíba, nona emissora própria da Rede Globo e a quarta a ser inaugurada no estado de São Paulo. Seus estúdios foram construídos em um anexo do CenterVale Shopping, que havia sido inaugurado em 1987 pela São Marcos Empreendimentos Imobiliários Ltda., empresa controlada pela família Marinho(vendida em 2008 para a rede Ancar Ivanhoe) e sua implantação se deu em um prazo recorde de apenas 100 dias.
Inicialmente, sua área de cobertura abrangia cerca de 40 municípios do Vale do Paraíba, do Litoral Norte e da Serra da Mantiqueira. Em 1998, passou a atender também a Região Bragantina, antes coberta por retransmissoras da TV Globo São Paulo. Nesse mesmo ano, a Central Globo de Afiliadas e Expansão lançou o "Projeto Regional do Futuro", que visava dar uma autonomia maior para as emissoras próprias da Rede Globo no interior paulista e também para a TV Globo Juiz de Fora em Minas Gerais, bem como a expansão da programação e a interação com a comunidade local. A partir daí, a TV Globo Vale do Paraíba passou a se chamar TV Vanguarda Paulista, nome que foi simplificado apenas para TV Vanguarda no fim de 2001.
Em março de 2002, por conta de problemas financeiros relacionados a investimentos malsucedidos na Globo Cabo, a Globo pôs à venda sua participação acionária em 27 emissoras pelo país, dentre elas, a TV Vanguarda, de modo a fazer capital para cobrir o rombo em suas finanças. Em setembro do mesmo ano, a emissora foi adquirida pelo empresário José Bonifácio de Oliveira Sobrinho, o Boni, ex-diretor geral da Rede Globo, que também havia vencido recentemente a licitação para um novo canal de televisão no município de Taubaté, que veio a ser a TV Vanguarda Taubaté.
Com a união das duas emissoras, foi criada em 21 de agosto de 2003 a Rede Vanguarda, e o canal de São José dos Campos assumiu a obrigação de cabeça de rede. Sua área de cobertura foi então dividida com o canal de Taubaté, e depois disso, passou a atender apenas 18 municípios. (Atibaia, Bom Jesus dos Perdões, Bragança Paulista, Caçapava, Campos do Jordão, Igaratá, Jacareí, Jambeiro, Joanópolis, Monteiro Lobato, Nazaré Paulista, Paraibuna, Piracaia, Santa Branca, Santo Antônio do Pinhal, São Bento do Sapucaí, São José dos Campos e Vargem)
Em 27 de agosto de 2011, quando a Rede Vanguarda completou 8 anos, foi lançada a pedra fundamental de uma nova sede, em evento que contou com a presença de Boni, do então governador de São Paulo, Geraldo Alckmin, e do prefeito de São José dos Campos, Eduardo Cury. O novo empreendimento ocupará uma área de 8.500 m² no bairro Jardim das Colinas, e terá um prédio de 6 andares para os escritórios, além de blocos separados para as centrais técnica e de jornalismo. A previsão era de que a nova sede fosse concluída até 2014, porém as obras ainda não foram sequer iniciadas.

## Sinal digital
| Canal virtual | Canal digital | Resolução de tela | Programação                                                       |
| ------------- | ------------- | ----------------- | ----------------------------------------------------------------- |
| 17.1          | 16 UHF        | 1080i             | Programação principal da TV Vanguarda São José dos Campos / Globo |

A emissora iniciou suas transmissões digitais em maio de 2010, em caráter experimental, através do canal 16 UHF. Em 1.º de junho, juntamente com a sua coirmã TV Vanguarda Taubaté, inaugurou oficialmente suas transmissões digitais. Em 2014, passou a transmitir seus programas em alta definição.
Transição para o sinal digital
Com base no decreto federal de transição das emissoras de TV brasileiras do sinal analógico para o digital, a TV Vanguarda São José dos Campos, bem como as outras emissoras de São José dos Campos, cessou suas transmissões pelo canal 17 UHF em 17 de janeiro de 2018, seguindo o cronograma oficial da ANATEL.